# NGC 5127
NGC 5127 est une vaste galaxie elliptique située dans la constellation des Chiens de chasse. Sa vitesse par rapport au fond diffus cosmologique est de 5 092 ± 17 km/s, ce qui correspond à une distance de Hubble de 75,1 ± 5,3 Mpc (∼245 millions d'al). NGC 5127 a été découverte par l'astronome germano-britannique William Herschel en 1785.
Selon la base de données Simbad, NGC 5127 est une galaxie LINER, c'est-à-dire une galaxie dont le noyau présente un spectre d'émission caractérisé par de larges raies d'atomes faiblement ionisés.
À ce jour, deux mesures non basées sur le décalage vers le rouge (redshift) donnent une distance de 68,500 ± 10,324 Mpc (∼223 millions d'al), ce qui est à l'intérieur des valeurs de la distance de Hubble. Notons cependant que c'est avec la valeur moyenne des mesures indépendantes, lorsqu'elles existent, que la base de données NASA/IPAC calcule le diamètre d'une galaxie et qu'en conséquence le diamètre de NGC 5127 pourrait être d'environ 61,6 kpc (∼201 000 al) si on utilisait la distance de Hubble pour le calculer.

## Trou noir supermassif
Selon une étude publiée en 2009 et basée sur la vitesse interne de la galaxie mesurée par le télescope spatial Hubble, la masse du trou noir supermassif au centre de NGC 5127 serait comprise entre 77 millions et 510 millions de {\displaystyle M_{\odot }}.

## Supernova
La supernova SN 1991bi a été découverte dans NGC 5127 le 13 décembre 1991 par l'astronome français Christian Pollas de l'observatoire de la Côte d'Azur. Cette supernova était de type Ia.

## Groupe de NGC 5127
Selon A. M. Garcia, NGC 5127 est la principale galaxie d'un groupe de galaxies qui porte son nom. Le groupe de NGC 5127 compte au moins 10 galaxies. Les autres galaxies du groupe sont NGC 5166, UGC 8392, UGC 8397, UGC 8426, UGC 8451, UGC 8496, UGC 8517, MCG 5-32-1 et CGCG 161-41.
Selon Abraham Mahtessian, NGC 5127 et NGC 5166 forment un couple de galaxies.